# Gratibus
Gratibus (picardisch: Gratibu) ist eine nordfranzösische Gemeinde mit 178 Einwohnern (Stand 1. Januar 2022) im Département Somme in der Region Hauts-de-France. Die Gemeinde liegt im Arrondissement Montdidier und gehört zum Kanton Roye.

## Geographie
Die Gemeinde liegt an der Départementsstraße D240 rund 6,5 km nordnordwestlich von Montdidier am rechten (östlichen) Ufer des Trois Doms. Sie erstreckt sich nach Osten bis über die Départementsstraße D935 hinaus. Im Tal des Trois Doms verläuft die Bahnstrecke von Amiens nach Montdidier.

## Geschichte
Die Gemeinde erhielt als Auszeichnung das Croix de guerre 1914–1918.

## Einwohner
| 1962 | 1968 | 1975 | 1982 | 1990 | 1999 | 2006 | 2010 |
| ---- | ---- | ---- | ---- | ---- | ---- | ---- | ---- |
| 124  | 122  | 101  | 135  | 148  | 172  | 165  | 169  |

## Verwaltung
Bürgermeister (maire) ist seit 2001 Gérard Briatte.	